# Wallensen
Wallensen ist ein Ortsteil des Fleckens Salzhemmendorf im Landkreis Hameln-Pyrmont, Niedersachsen. Der Ort zählt etwa 900 Einwohner.

## Geschichte
Am 5. August 1068 erscheint der Ort erstmals urkundlich, als König Heinrich IV. dem Bischof Hezilo von Hildesheim die Grafschaftsrechte im Gudingau, zu dem Wallensen gehörte, schenkt. Dabei ist auch die erste urkundliche Erwähnung der Kirche St. Martin. Wallensen war bis zur Reformation Sitz eines Archidiakonats. Außerhalb der Ringmauer auf der Anhöhe östlich von Wallensen, dem Weiberg (Flurname Wenberg), lag die Burg Walaburgun oder Walburgon, wo homburgische Vasallen lebten. Die alte Stadt war im Quadrat gebaut und von Mauer, Wall und Graben umgeben.
Im Jahr 1295 war Wallensen im Besitz der Homburger. Als Vasallen werden genannt: Friedrich, Hermann und Degenhard von Wallenhusen. 1351 wurden die Stadtrechte für Wallensen durch Siegfried von Homburg erteilt. Zu den städtischen Rechten gehörten unter anderem Markt-, Gerichts-, Brau- und Zollgerechtsame, die sogenannten Wallenser Privilegien. Wallensen besaß bereits 1400 eine Befestigung mit Mauer und Turm. Die alte Stadtmauer ist noch heute im Bereich der Kirche zu sehen. Das Stadtarchiv Hameln verwahrt eine Wallenser Urkunde aus dem Jahr 1409, daran hängt ein erstaunlich gut erhaltenes Stadtsiegel mit der Umschrift Sigillum Burgensium in Wallensen. Zu dieser Zeit rechnete Wallensen schon zu den 40 Lauensteiner Amtsorten.
Am 4. November 1435 wurde Wallensen von spiegelbergischen und bischöflichen Belagerern erobert und niedergebrannt. 1483 zerstörte ein Brand den Ort. 1498 wird der Ort als „verdorben und wüst“ erwähnt. Erst 1525 wird Wallensen wieder als Flecken bezeichnet. Wallensen konnte wegen vieler Unglücksfälle – Brände und Viehseuchen – und des Schwindens der Dynastenmacht den Status einer Stadt nicht aufrechterhalten, und 1533 zerstörte abermals ein Brand den Ort. 1586 erfolgte der Wiederaufbau von Wallensen nach dem großen Brand von 1582. Um die Feuergefahr zu verringern, wurden Strohdächer durch Steindächer ersetzt. Die Siedlungsfläche wurde auf das nördliche Saale-Ufer erweitert mit der Einschränkung, die Gesamtzahl der Wohnhäuser nicht zu erhöhen. Viele „Abgebrannte“ wohnten in Buden und Hütten an der Stadtmauer.
1629 wurde das Stift Hildesheim in seinen alten Besitzstand gesetzt, es erfolgte eine Rekatholisierung. 1917 wurde der Reichsbund Wallensen gegründet.
1963 kam die Bestätigung durch den Regierungspräsidenten von Hannover, dass Wallensen berechtigt ist, die Bezeichnung „Flecken“ zu führen.

### Industriegeschichte
Bergbau

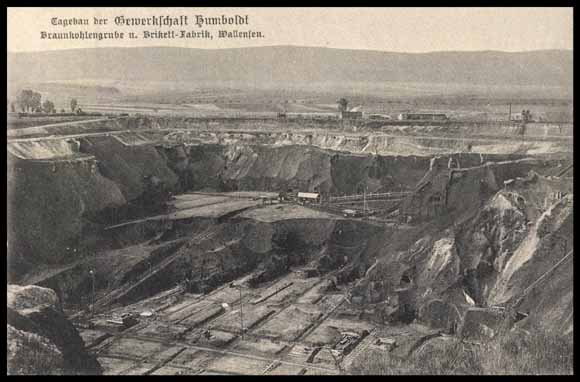
Tagebau Humboldt um 1910

Nach der Entdeckung der Braunkohle im Gebiet um Wallensen im Jahr 1787 begann 1843 der planmäßige Kohleabbau durch die Königlich Hannoversche Bergwerks Administration. Nach einer vorübergehenden Einstellung des Abbaus im Jahr 1861 wegen Unrentabilität nahm zehn Jahre später, 1871, die Preußische Bergwerksverwaltung den Betrieb wieder auf und setzt eine Brikettpresserei in Betrieb. 1899 begann die Gewerkschaft Humboldt mit dem Braunkohleabbau im Tiefbau. Die Brikettfabrik, eine Seilbahn und ein Anschlussgleis an die Kleinbahn wurden gebaut. Die bei Weenzen im Tagebau gewonnene Braunkohle wurde mit einer Seilbahn zu der zwischen Thüste und Wallensen gelegenen Brikettfabrik gebracht. Ende der 1960er Jahre erfolgte eine Rekultivierung des Braunkohleabbaugebietes. Mit der Gründung der Gewerkschaft Humboldt im Jahr 1901 wurde Wallensen ein Bergarbeiterort. 1903 begann der Tagebau Humboldt.
1925 war das reichste Kohlenfeld ausgebeutet. Erst nach dem Krieg wurde dann 1947 der Betrieb mit neuen Förderungsanlagen wieder rentabel gemacht. 1960 erfolgte die Umbenennung in Humboldt Bergbaugesellschaft mbH. Doch sechs Jahre später, am 30. Juni 1966, wurde die Herstellung der Sonne-Briketts wegen Absatzschwierigkeiten und unwirtschaftlicher Abbaubedingungen eingestellt.
Molkerei
1897 wurde der Grundstein für die Molkerei-Genossenschaft gelegt. Einzugsgebiete waren vorerst Wallensen, Fölziehausen, Capellenhagen und Ockensen, später kamen noch Duingen und Coppengrave hinzu. 1898 wurde die Genossenschaftsmolkerei gebaut. Die Milch sollte von nun an unter sachkundiger Leitung und mit den modernsten Maschinen nutzbringender und bei verbesserter Hygiene als auf dem heimischen Hof verarbeitet werden. 1901 wurde auch Milch aus Lauenstein und Salzhemmendorf nach Wallensen geliefert. In den nächsten Jahren wurden immer mehr Maschinen angeschafft und die Produktpalette erweitert. Eine Milchtrocknungsanlage wurde 1929 in Betrieb genommen, um Milchpulver herzustellen.
1954 wurde eine Wasch-, Füll- und Verschlussmaschine für Milchflaschen angeschafft. Die Milchpulverherstellung wurde aufgegeben, es folgte die Herstellung von Speisequark und Schichtkäse. 1965 wurde die Molkerei geschlossen.
,Saalemühle
Die Wallenser Mühle stand früher am Fuß des Weiberges, wo die Brücke bei der Bergmanns-Siedlung die Saale überquert. Sie hieß wahrscheinlich Bruch- oder Braukmühle. Während des Mittelalters wurde sie zum Dorfrand hin verlegt, um sie in den zahlreichen Fehden besser schützen zu können. 1974 musste auf Verordnung der Bundesregierung die Mehlherstellung eingestellt werden. Der Betrieb wurde auf die Herstellung verschiedener Futtersorten umgestellt. Am 1. Januar schloss das Mühlentor endgültig. Der alte Mahlstein, jetzt vor dem Gebäude stehend, soll an die bewegte Tradition der Wallenser Mühle erinnern und die Nachwelt darauf aufmerksam machen, dass der heute zur verkehrsberuhigten Straße ausgebaute Mühlenwall seinen Namen der alten Saalemühle verdankt.
Weitere Unternehmen
- Gegen Ende der 1970er Jahre entwickelte die Rüdiger Pommerening Spiel + Sportgerätefabrik aus Wallensen unter anderem die sogenannten „Rools“. Dabei handelt es sich um Rollschuhe mit nur zwei Rädern, die ähnliche Fahreigenschaften haben wie Schlittschuhe.
- In Marienwald, einem ehemaligen Gut in der Nähe des heutigen Bruchsees, gab es um 1850 für kurze Zeit eine Ziegelei.
- Bei der Solequelle östlich von Wallensen gab es für kurze Zeit die Saline Willichshall. Einzelheiten darüber sind bisher nicht bekannt.

## Politik
- SPD: 6
- Grüne: 1
- CDU: 3
- FDP: 1

### Ortsrat
Wallensen bildet einen gemeinsamen Ortsrat mit Thüste und Ockensen.
Ortsbürgermeister des gemeinsamen Ortsrates ist Karl-Heinz Grießner (SPD).

### Wappen
Das Wappen des Ortes zeigt drei silberne Türme und silberne Stadtmauer mit blauem Hintergrund. Bedeutung: Es scheint auf die drei Stadttore mit Türmen Bezug zu haben, von denen die Überreste eines großen runden Turmes am Tore nach Thüste noch vor etwa 200 Jahren zu sehen waren. Das 1409 überlieferte alte Siegel zeigte eine zinnenbewehrte Mauer mit Tor und innerhalb dieser die Pfarr- und Archidiakonatskirche unter dem Homburger Löwen.

## Kultur und Sehenswürdigkeiten

### Bauwerke

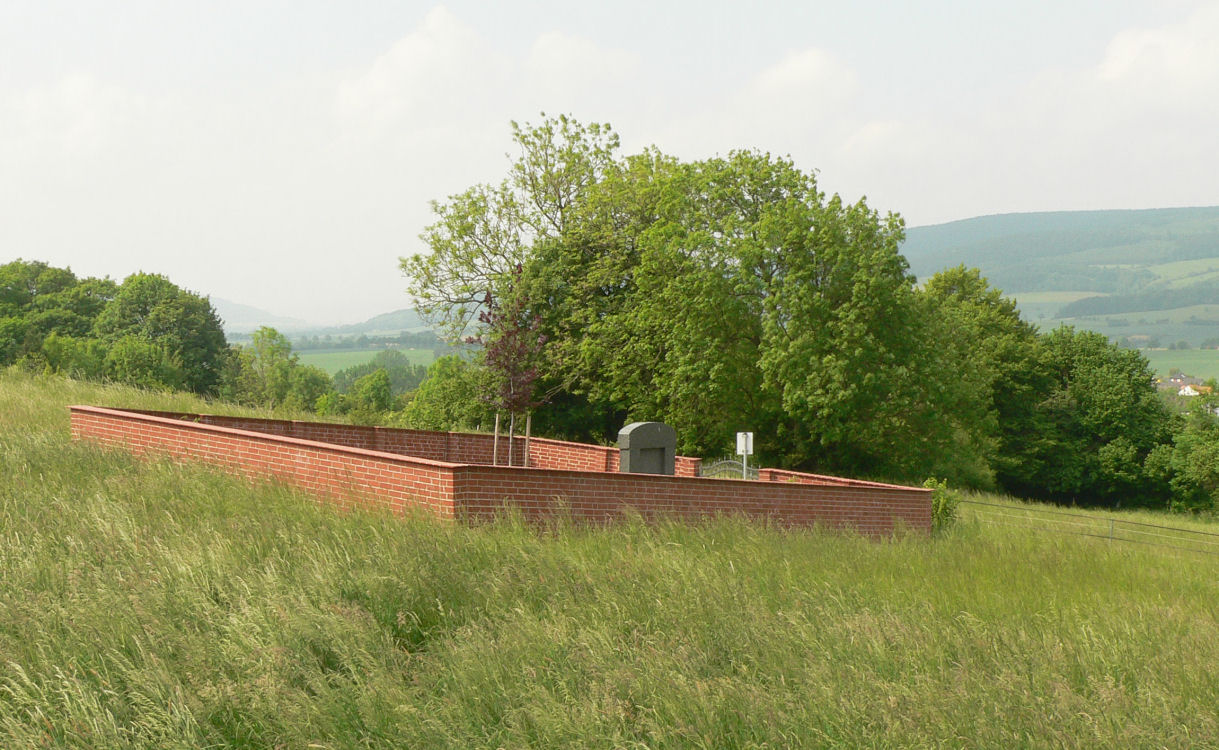
Jüdischer Friedhof Wallensen

- Eine erste Kirche stammte vermutlich aus dem Jahr 900. Eine der 6 Glocken in der Kirche, die „Bürgerglocke“, so genannt, weil sie von der Bürgerschaft gestiftet wurde und heute noch zum Ausläuten der Wallenser Bürger in einem besonderen Schauer geläutet wird, stammt aus dem Jahr 1617. 1696 erfolgte unter Pastor Daniel Berckelmann (1630–1708), einem Sohn Theodor Berckelmanns, der Bau eines Pfarrhauses, das später (1966) zu einem Gemeindehaus mit Organistenwohnung umgebaut wurde. 1714 ließ Pastor Johann Heinrich Grupen (1669–1731), der Schwiegersohn des Vorgängers, auf seine Kosten die Kirche erweitern. Er ließ eine kleine Sakristei, die so genannte Beichtkammer, anbauen und besorgte die erste Orgel.
- Auf dem Jüdischen Friedhof Wallensen hoch über dem Dorf in den Feldern nahe einem Wasserbehälter ist ein Grabstein von 1917 erhalten.
- 1968 wurde ein Bergmannsdenkmal anlässlich der 900-Jahr-Feier am 14. und 15. September aufgestellt.
- 1991 erfolgte die Aufstellung eines Gedenksteins Stadt Wallensen vor der Kirche.

### Vereine
Wallensen beherbergt mehrere Vereine, darunter sind:
- Kleinkaliber Schützenverein Wallensen e. V.
- Deutsches Rotes Kreuz – Ortsverein Wallensen
- Männergesangverein Wallensen e. V.
- Frauenchor Wallensen
- Sportverein Weenzen-Thüste-Wallensen e. V.
- Vereinigung der Kegelclubs Wallensen
- Kindergarten Ortschaft Wallensen e. V.
- Freiwillige Feuerwehr Wallensen
- Jugendfeuerwehr Wallensen
- DorfKulTour e. V.
- Sozialverband Deutschland
- Elternverein der Grundschule Wallensen
- Musikzug der Freiwilligen Feuerwehr Wallensen
- Kirchenvorstand ev.-luth. Kirchengemeinde
- Hütte Ostkreis e. V.
- Verein Freibad Wallensen e. V.